# Purari (langue)
Le purari (ou namau, koriki) est une langue papoue parlée en Papouasie-Nouvelle-Guinée, dans la province du Golfe.

## Classification
Hammarström considère le purari comme étant un isolat linguistique.

## Sources
- (en) Anonyme, s. d., Koriki Organised Phonology Data, Ukarumpa, SIL.